# Lourdes, Brasilien
Lourdes är en ort i Brasilien.   Den ligger i kommunen Lourdes och delstaten São Paulo, i den södra delen av landet, 600 km söder om huvudstaden Brasília. Lourdes ligger 396 meter över havet och antalet invånare är 2 123.
Terrängen runt Lourdes är platt, och sluttar västerut. Närmaste större samhälle är Buritama, 13,6 km sydost om Lourdes.
Omgivningarna runt Lourdes är huvudsakligen savann. Runt Lourdes är det ganska glesbefolkat, med 43 invånare per kvadratkilometer.